# Convocazioni per il campionato mondiale di calcio 1982
Elenco dei giocatori convocati da ciascuna Nazionale partecipante ai Mondiali di calcio 1982.
L'età dei giocatori è relativa al 13 giugno 1982, data di inizio della manifestazione.

## Gruppo 1

### Camerun
Commissario tecnico:  Jean Vincent
| N. | Pos. | Giocatore           | Data nascita (età)         | Pres. | Squadra              |
| -- | ---- | ------------------- | -------------------------- | ----- | -------------------- |
| 1  | P    | Thomas N'Kono       | 20 luglio 1955 (26 anni)   | 39    | Canon Yaounde        |
| 2  | D    | Michel Kaham        | 1º giugno 1951 (31 anni)   | 0     | Stade Quimperois     |
| 3  | D    | Edmond Enoka        | 17 dicembre 1955 (26 anni) | ?     | Dragon Douala        |
| 4  | D    | René Ndjeya         | 9 ottobre 1953 (28 anni)   | 0     | Union Douala         |
| 5  | D    | Elie Onana          | 13 ottobre 1951 (30 anni)  | 0     | Federal Foumban      |
| 6  | C    | Emmanuel Kundé      | 15 luglio 1956 (25 anni)   | 19    | Canon Yaounde        |
| 7  | C    | Ephrem M'Bom        | 19 ottobre 1955 (26 anni)  | 0     | Canon Yaounde        |
| 8  | C    | Grégoire M'Bida     | 27 gennaio 1955 (27 anni)  | 0     | Canon Yaounde        |
| 9  | A    | Roger Milla         | 20 maggio 1952 (30 anni)   | 34    | Bastia               |
| 10 | A    | Jean-Pierre Tokoto  | 26 gennaio 1948 (34 anni)  | 0     | Jacksonville Tea Men |
| 11 | C    | Charles Toubé       | 22 gennaio 1958 (24 anni)  | 0     | Tonnerre Yaounde     |
| 12 | P    | Joseph-Antoine Bell | 8 ottobre 1954 (27 anni)   | 0     | Africa Sports        |
| 13 | A    | Paul Bahoken        | 7 luglio 1955 (26 anni)    | 0     | Cannes               |
| 14 | C    | Théophile Abega     | 9 luglio 1954 (27 anni)    | 0     | Canon Yaounde        |
| 15 | D    | François Ndoumbé    | 30 gennaio 1954 (28 anni)  | 31    | Union Douala         |
| 16 | D    | Ibrahim Aoudou      | 23 agosto 1955 (26 anni)   | 21    | Cannes               |
| 17 | C    | Joseph Kamga        | 17 agosto 1953 (28 anni)   | ?     | Union Douala         |
| 18 | A    | Jacques N'Guea      | 8 novembre 1955 (26 anni)  | 0     | Canon Yaounde        |
| 19 | C    | Joseph Enanga       | 18 novembre 1956 (25 anni) | ?     | Union Douala         |
| 20 | A    | Alain Eyobo         | 17 ottobre 1961 (20 anni)  | 0     | Dynamo Douala        |
| 21 | A    | Ernest Ebongué      | 15 maggio 1962 (20 anni)   | 6     | Tonnerre Yaounde     |
| 22 | P    | Simon Tschobang     | 31 agosto 1951 (30 anni)   | ?     | Dynamo Douala        |

### Italia
Commissario tecnico: Enzo Bearzot
| N. | Pos. | Giocatore            | Data nascita (età)          | Pres. | Squadra        |
| -- | ---- | -------------------- | --------------------------- | ----- | -------------- |
| 1  | P    | Dino Zoff            | 28 febbraio 1942 (40 anni)  | 99    | Juventus       |
| 2  | D    | Franco Baresi        | 8 maggio 1960 (22 anni)     | 0     | Milan          |
| 3  | D    | Giuseppe Bergomi     | 22 dicembre 1963 (18 anni)  | 1     | Internazionale |
| 4  | D    | Antonio Cabrini      | 8 ottobre 1957 (24 anni)    | 33    | Juventus       |
| 5  | D    | Fulvio Collovati     | 9 maggio 1957 (25 anni)     | 26    | Milan          |
| 6  | D    | Claudio Gentile      | 27 settembre 1953 (28 anni) | 56    | Juventus       |
| 7  | D    | Gaetano Scirea       | 25 maggio 1953 (29 anni)    | 49    | Juventus       |
| 8  | D    | Pietro Vierchowod    | 6 aprile 1959 (23 anni)     | 2     | Fiorentina     |
| 9  | C    | Giancarlo Antognoni  | 1º aprile 1954 (28 anni)    | 60    | Fiorentina     |
| 10 | C    | Giuseppe Dossena     | 2 maggio 1958 (24 anni)     | 9     | Torino         |
| 11 | C    | Gianpiero Marini     | 5 febbraio 1951 (31 anni)   | 11    | Internazionale |
| 12 | P    | Ivano Bordon         | 13 aprile 1951 (31 anni)    | 13    | Internazionale |
| 13 | C    | Gabriele Oriali      | 25 novembre 1952 (29 anni)  | 20    | Internazionale |
| 14 | C    | Marco Tardelli       | 24 settembre 1954 (27 anni) | 55    | Juventus       |
| 15 | C    | Franco Causio        | 1º febbraio 1949 (33 anni)  | 58    | Udinese        |
| 16 | C    | Bruno Conti          | 13 marzo 1955 (27 anni)     | 13    | Roma           |
| 17 | A    | Daniele Massaro      | 23 maggio 1961 (21 anni)    | 1     | Fiorentina     |
| 18 | A    | Alessandro Altobelli | 28 novembre 1955 (26 anni)  | 10    | Internazionale |
| 19 | A    | Francesco Graziani   | 16 dicembre 1952 (29 anni)  | 53    | Fiorentina     |
| 20 | A    | Paolo Rossi          | 23 settembre 1956 (25 anni) | 20    | Juventus       |
| 21 | A    | Franco Selvaggi      | 15 maggio 1953 (29 anni)    | 3     | Cagliari       |
| 22 | P    | Giovanni Galli       | 29 aprile 1958 (24 anni)    | 0     | Fiorentina     |

Come da tradizione, i portieri ebbero le casacche 1, 12 e 22, i difensori dal 2 all'8, centrocampisti dal 9 al 14, ali 15 , 16 e 17 e gli attaccanti dal 18 al 21.

### Perù
Commissario tecnico:  Tim
| N. | Pos. | Giocatore              | Data nascita (età)          | Pres. | Squadra                  |
| -- | ---- | ---------------------- | --------------------------- | ----- | ------------------------ |
| 1  | P    | Eusebio Acasuzo        | 8 aprile 1952 (30 anni)     | 2     | Universitario            |
| 2  | D    | Jaime Duarte           | 27 febbraio 1955 (27 anni)  | 7     | Alianza Lima             |
| 3  | D    | Salvador Salguero      | 10 agosto 1951 (30 anni)    | 0     | Alianza Lima             |
| 4  | D    | Hugo Gastulo           | 9 gennaio 1958 (24 anni)    | 0     | Universitario            |
| 5  | C    | Germán Leguía          | 2 gennaio 1954 (28 anni)    | 3     | Universitario            |
| 6  | C    | José Velásquez         | 4 giugno 1952 (30 anni)     | 52    | Independiente Santa Fe   |
| 7  | A    | Gerónimo Barbadillo    | 24 settembre 1952 (29 anni) | 3     | UANL Tigres              |
| 8  | C    | César Cueto            | 16 giugno 1952 (29 anni)    | 9     | Atlético Nacional        |
| 9  | C    | Julio César Uribe      | 9 maggio 1958 (24 anni)     | 0     | Sporting Cristal         |
| 10 | A    | Teófilo Cubillas       | 8 marzo 1949 (33 anni)      | 78    | Fort Lauderdale Strikers |
| 11 | C    | Juan Carlos Oblitas    | 16 dicembre 1951 (30 anni)  | 44    | Sérésien                 |
| 12 | P    | José González Ganoza   | 10 luglio 1954 (27 anni)    | 0     | Alianza Lima             |
| 13 | C    | Oscar Arizaga          | 20 agosto 1957 (24 anni)    | ?     | Atletico Chalaco         |
| 14 | C    | Miguel Ángel Gutiérrez | 19 novembre 1956 (25 anni)  | ?     | Sporting Cristal         |
| 15 | D    | Rubén Toribio Díaz     | 17 aprile 1952 (30 anni)    | 60    | Sporting Cristal         |
| 16 | D    | Jorge Olaechea         | 27 agosto 1956 (25 anni)    | 2     | Alianza Lima             |
| 17 | D    | Franco Navarro         | 10 novembre 1961 (20 anni)  | 0     | Deportivo Municipal      |
| 18 | C    | Eduardo Malásquez      | 13 ottobre 1957 (24 anni)   | 0     | Deportivo Municipal      |
| 19 | A    | Guillermo La Rosa      | 6 giugno 1952 (30 anni)     | 8     | Atlético Nacional        |
| 20 | D    | Percy Rojas            | 16 settembre 1949 (32 anni) | 49    | Sérésien                 |
| 21 | P    | Ramón Quiroga          | 23 luglio 1950 (31 anni)    | 8     | Sporting Cristal         |
| 22 | C    | Luis Reyna             | 16 maggio 1959 (23 anni)    | 0     | Sporting Cristal         |

### Polonia
Commissario tecnico: Antoni Piechniczek
| N. | Pos. | Giocatore            | Data nascita (età)          | Pres. | Squadra         |
| -- | ---- | -------------------- | --------------------------- | ----- | --------------- |
| 1  | P    | Józef Młynarczyk     | 20 settembre 1953 (28 anni) | 10    | Widzew Łódź     |
| 2  | D    | Marek Dziuba         | 19 dicembre 1955 (26 anni)  | 44    | ŁKS Łódź        |
| 3  | C    | Janusz Kupcewicz     | 9 dicembre 1955 (26 anni)   | 10    | MKS Arka Gdynia |
| 4  | D    | Tadeusz Dolny        | 7 maggio 1958 (24 anni)     | 4     | Górnik Zabrze   |
| 5  | D    | Paweł Janas          | 4 marzo 1953 (29 anni)      | 40    | Legia Warszawa  |
| 6  | C    | Piotr Skrobowski     | 16 ottobre 1961 (20 anni)   | 14    | Wisła Kraków    |
| 7  | D    | Jan Jałocha          | 18 luglio 1957 (24 anni)    | 8     | Wisła Kraków    |
| 8  | C    | Waldemar Matysik     | 27 settembre 1961 (20 anni) | 10    | Górnik Zabrze   |
| 9  | D    | Władysław Żmuda      | 6 giugno 1954 (28 anni)     | 72    | Widzew Łódź     |
| 10 | D    | Stefan Majewski      | 31 gennaio 1956 (26 anni)   | 17    | Legia Warszawa  |
| 11 | C    | Włodzimierz Smolarek | 16 luglio 1957 (24 anni)    | 12    | Widzew Łódź     |
| 12 | D    | Roman Wójcicki       | 8 gennaio 1958 (24 anni)    | 12    | Śląsk Wrocław   |
| 13 | C    | Andrzej Buncol       | 21 settembre 1959 (22 anni) | 9     | Legia Warszawa  |
| 14 | C    | Andrzej Pałasz       | 22 luglio 1960 (21 anni)    | 14    | Górnik Zabrze   |
| 15 | C    | Włodzimierz Ciołek   | 24 marzo 1956 (26 anni)     | 12    | Stal Mielec     |
| 16 | A    | Grzegorz Lato        | 8 aprile 1950 (32 anni)     | 92    | Lokeren         |
| 17 | A    | Andrzej Szarmach     | 3 ottobre 1950 (31 anni)    | 59    | Auxerre         |
| 18 | C    | Marek Kusto          | 29 aprile 1954 (28 anni)    | 15    | Legia Warszawa  |
| 19 | C    | Andrzej Iwan         | 10 novembre 1959 (22 anni)  | 19    | Wisła Kraków    |
| 20 | A    | Zbigniew Boniek      | 3 marzo 1956 (26 anni)      | 50    | Widzew Łódź     |
| 21 | P    | Jacek Kazimierski    | 17 agosto 1959 (22 anni)    | 4     | Legia Warszawa  |
| 22 | P    | Piotr Mowlik         | 21 aprile 1951 (31 anni)    | 21    | Lech Poznań     |

## Gruppo 2

### Algeria
Commissario tecnico: Mahieddine Khalef, Rachid Mekhloufi
| N. | Pos. | Giocatore            | Data nascita (età)          | Pres. | Squadra             |
| -- | ---- | -------------------- | --------------------------- | ----- | ------------------- |
| 1  | P    | Mehdi Cerbah         | 3 gennaio 1953 (29 anni)    | 46    | RC Kouba            |
| 2  | D    | Mahmoud Guendouz     | 24 febbraio 1953 (29 anni)  | 33    | NA Hussein Dey CNAN |
| 3  | D    | Mustapha Kouici      | 16 aprile 1954 (28 anni)    | ?     | NA Hussein Dey CNAN |
| 4  | D    | Nourredine Kourichi  | 12 aprile 1954 (28 anni)    | 0     | Girondins Bordeaux  |
| 5  | D    | Châabane Merzekane   | 8 marzo 1959 (23 anni)      | 4     | NA Hussein Dey CNAN |
| 6  | C    | Ali Bencheikh        | 9 gennaio 1955 (27 anni)    | ?     | MP Alger            |
| 7  | A    | Salah Assad          | 30 agosto 1958 (23 anni)    | 48    | RC Kouba            |
| 8  | C    | Ali Fergani          | 21 settembre 1952 (29 anni) | 45    | JE Tizi-Ouzou       |
| 9  | A    | Tedj Bensaoula       | 1º dicembre 1954 (27 anni)  | 23    | MC Oran             |
| 10 | C    | Lakhdar Belloumi     | 29 dicembre 1958 (23 anni)  | 42    | GCR Mascara         |
| 11 | A    | Rabah Madjer         | 15 febbraio 1958 (24 anni)  | 31    | NA Hussein Dey CNAN |
| 12 | D    | Salah Larbès         | 16 settembre 1952 (29 anni) | 4     | JE Tizi-Ouzou       |
| 13 | C    | Hocine Yahi          | 25 aprile 1960 (22 anni)    | 7     | CR Belcourt         |
| 14 | C    | Djamel Zidane        | 28 aprile 1955 (27 anni)    | 0     | Kortrijk            |
| 15 | C    | Mustapha Dahleb      | 8 febbraio 1952 (30 anni)   | 0     | Paris Saint-Germain |
| 16 | D    | Faouzi Mansouri      | 17 gennaio 1956 (26 anni)   | 0     | Montpellier         |
| 17 | D    | Abdelkader Horr      | 10 novembre 1953 (28 anni)  | ?     | MP Alger            |
| 18 | C    | Karim Maroc          | 5 marzo 1958 (24 anni)      | 0     | Tours               |
| 19 | C    | Djamel Tlemçani      | 16 aprile 1955 (27 anni)    | 0     | Stade de Reims      |
| 20 | A    | Abdelmajid Bourebbou | 16 marzo 1951 (31 anni)     | 0     | Laval               |
| 21 | P    | Mourad Amara         | 19 febbraio 1959 (23 anni)  | 4     | JE Tizi-Ouzou       |
| 22 | P    | Yacine Bentaala      | 24 settembre 1955 (26 anni) | ?     | NA Hussein Dey CNAN |

### Austria
Commissario tecnico: Georg Schmidt
| N. | Pos. | Giocatore            | Data nascita (età)         | Pres. | Squadra             |
| -- | ---- | -------------------- | -------------------------- | ----- | ------------------- |
| 1  | P    | Friedrich Koncilia   | 25 febbraio 1948 (34 anni) | 60    | Austria Wien        |
| 2  | D    | Bernd Krauss         | 8 maggio 1957 (25 anni)    | 5     | Rapid Wien          |
| 3  | D    | Erich Obermayer      | 23 gennaio 1953 (29 anni)  | 35    | Austria Wien        |
| 4  | D    | Josef Degeorgi       | 19 gennaio 1960 (22 anni)  | 3     | Admira/Wacker       |
| 5  | D    | Bruno Pezzey         | 3 febbraio 1955 (27 anni)  | 53    | Eintracht Frankfurt |
| 6  | C    | Roland Hattenberger  | 7 dicembre 1948 (33 anni)  | 47    | Wacker Innsbruck    |
| 7  | A    | Walter Schachner     | 1º febbraio 1957 (25 anni) | 33    | Cesena              |
| 8  | C    | Herbert Prohaska     | 8 agosto 1955 (26 anni)    | 57    | Internazionale      |
| 9  | A    | Hans Krankl          | 14 febbraio 1953 (29 anni) | 61    | Rapid Wien          |
| 10 | C    | Reinhold Hintermaier | 14 febbraio 1956 (26 anni) | 10    | Nürnberg            |
| 11 | A    | Kurt Jara            | 14 ottobre 1950 (31 anni)  | 55    | Grasshopper-Club    |
| 12 | C    | Anton Pichler        | 4 ottobre 1955 (26 anni)   | 5     | Sturm Graz          |
| 13 | A    | Max Hagmayr          | 16 novembre 1956 (25 anni) | 6     | VOEST Linz          |
| 14 | D    | Ernst Baumeister     | 22 gennaio 1957 (25 anni)  | 11    | Austria Wien        |
| 15 | D    | Johann Dihanich      | 24 ottobre 1958 (23 anni)  | 8     | Austria Wien        |
| 16 | D    | Gerald Messlender    | 1º ottobre 1961 (20 anni)  | 0     | Admira/Wacker       |
| 17 | D    | Johann Pregesbauer   | 8 giugno 1958 (24 anni)    | 4     | Rapid Wien          |
| 18 | A    | Gernot Jurtin        | 9 settembre 1955 (26 anni) | 5     | Sturm Graz          |
| 19 | D    | Heribert Weber       | 28 giugno 1955 (26 anni)   | 27    | Rapid Wien          |
| 20 | A    | Kurt Welzl           | 6 novembre 1954 (27 anni)  | 19    | Valencia CF         |
| 21 | P    | Herbert Feurer       | 14 gennaio 1954 (28 anni)  | 7     | Rapid Wien          |
| 22 | P    | Klaus Lindenberger   | 28 maggio 1957 (25 anni)   | 1     | Linzer ASK          |

### Cile
Commissario tecnico: Luis Santibáñez
| N. | Pos. | Giocatore            | Data nascita (età)          | Pres. | Squadra              |
| -- | ---- | -------------------- | --------------------------- | ----- | -------------------- |
| 1  | P    | Óscar Wirth          | 5 novembre 1955 (26 anni)   | 5     | Cobreloa             |
| 2  | D    | Lizardo Garrido      | 25 agosto 1957 (24 anni)    | 15    | Colo Colo            |
| 3  | D    | René Valenzuela      | 20 aprile 1955 (27 anni)    | 23    | Universidad Católica |
| 4  | D    | Vladimir Bigorra     | 9 agosto 1954 (27 anni)     | 17    | Universidad de Chile |
| 5  | D    | Elías Figueroa       | 25 ottobre 1946 (35 anni)   | 44    | Colo Colo            |
| 6  | C    | Rodolfo Dubó         | 11 settembre 1953 (28 anni) | 27    | Palestino            |
| 7  | C    | Eduardo Bonvallet    | 13 gennaio 1955 (27 anni)   | 21    | Universidad Católica |
| 8  | C    | Carlos Rivas         | 24 maggio 1953 (29 anni)    | 24    | Colo Colo            |
| 9  | A    | Juan Carlos Letelier | 20 maggio 1959 (23 anni)    | 5     | Cobreloa             |
| 10 | C    | Mario Soto           | 10 luglio 1950 (31 anni)    | 34    | Cobreloa             |
| 11 | C    | Gustavo Moscoso      | 10 agosto 1955 (26 anni)    | 18    | Universidad Católica |
| 12 | P    | Marco Cornez         | 15 ottobre 1957 (24 anni)   | 0     | Palestino            |
| 13 | A    | Carlos Caszely       | 5 luglio 1950 (31 anni)     | 42    | Colo Colo            |
| 14 | C    | Raúl Ormeño          | 21 giugno 1958 (23 anni)    | 1     | Colo Colo            |
| 15 | A    | Patricio Yáñez       | 20 gennaio 1961 (21 anni)   | 23    | CD San Luis          |
| 16 | C    | Manuel Antonio Rojas | 13 giugno 1954 (28 anni)    | 27    | Universidad Católica |
| 17 | D    | Óscar Vladimir Rojas | 15 novembre 1958 (23 anni)  | 1     | Colo Colo            |
| 18 | D    | Mario Galindo        | 10 agosto 1951 (30 anni)    | 28    | Colo Colo            |
| 19 | D    | Enzo Escobar         | 10 novembre 1951 (30 anni)  | 26    | Cobreloa             |
| 20 | C    | Miguel Ángel Neira   | 9 ottobre 1952 (29 anni)    | 23    | Universidad Católica |
| 21 | A    | Miguel Ángel Gamboa  | 21 giugno 1951 (30 anni)    | 14    | Universidad de Chile |
| 22 | P    | Mario Osbén          | 14 luglio 1950 (31 anni)    | 26    | Colo Colo            |

### Germania Ovest
Commissario tecnico: Jupp Derwall
| N. | Pos. | Giocatore             | Data nascita (età)          | Pres. | Squadra                |
| -- | ---- | --------------------- | --------------------------- | ----- | ---------------------- |
| 1  | P    | Harald Schumacher     | 6 marzo 1954 (28 anni)      | 25    | Colonia                |
| 2  | C    | Hans-Peter Briegel    | 11 ottobre 1955 (26 anni)   | 27    | Kaiserslautern         |
| 3  | C    | Paul Breitner         | 5 settembre 1951 (30 anni)  | 41    | Bayern Monaco          |
| 4  | D    | Karlheinz Förster     | 25 luglio 1958 (23 anni)    | 35    | Stoccarda              |
| 5  | D    | Bernd Förster         | 3 maggio 1956 (26 anni)     | 15    | Stoccarda              |
| 6  | C    | Wolfgang Dremmler     | 12 luglio 1954 (27 anni)    | 11    | Bayern Monaco          |
| 7  | C    | Pierre Littbarski     | 16 aprile 1960 (22 anni)    | 7     | Colonia                |
| 8  | A    | Klaus Fischer         | 27 dicembre 1949 (32 anni)  | 39    | Colonia                |
| 9  | A    | Horst Hrubesch        | 17 aprile 1951 (31 anni)    | 16    | Amburgo                |
| 10 | C    | Hansi Müller          | 27 luglio 1957 (24 anni)    | 34    | Stoccarda              |
| 11 | A    | Karl-Heinz Rummenigge | 25 settembre 1955 (26 anni) | 52    | Bayern Monaco          |
| 12 | D    | Wilfried Hannes       | 17 maggio 1957 (25 anni)    | 7     | Borussia M'gladbach    |
| 13 | A    | Uwe Reinders          | 19 gennaio 1955 (27 anni)   | 1     | Werder Brema           |
| 14 | C    | Felix Magath          | 26 luglio 1953 (28 anni)    | 20    | Amburgo                |
| 15 | D    | Uli Stielike          | 15 novembre 1954 (27 anni)  | 23    | Real Madrid            |
| 16 | A    | Thomas Allofs         | 17 novembre 1959 (22 anni)  | 0     | Fortuna Düsseldorf     |
| 17 | C    | Stephan Engels        | 6 settembre 1960 (21 anni)  | 3     | Colonia                |
| 18 | C    | Lothar Matthäus       | 21 marzo 1961 (21 anni)     | 7     | Borussia M'gladbach    |
| 19 | D    | Holger Hieronymus     | 22 febbraio 1959 (23 anni)  | 2     | Amburgo                |
| 20 | D    | Manfred Kaltz         | 6 gennaio 1953 (29 anni)    | 59    | Amburgo                |
| 21 | P    | Bernd Franke          | 12 febbraio 1948 (34 anni)  | 7     | Eintracht Braunschweig |
| 22 | P    | Eike Immel            | 27 novembre 1960 (21 anni)  | 4     | Borussia Dortmund      |

## Gruppo 3

### Argentina
Commissario tecnico: César Luis Menotti
| N. | Pos. | Giocatore            | Data nascita (età)         | Pres. | Squadra             |
| -- | ---- | -------------------- | -------------------------- | ----- | ------------------- |
| 1  | C    | Osvaldo Ardiles      | 3 agosto 1952 (29 anni)    | 45    | Tottenham           |
| 2  | P    | Héctor Baley         | 16 novembre 1950 (31 anni) | 10    | Talleres de Córdoba |
| 3  | C    | Juan Barbas          | 23 agosto 1959 (22 anni)   | 21    | Racing Club         |
| 4  | C    | Daniel Bertoni       | 14 marzo 1955 (27 anni)    | 25    | Fiorentina          |
| 5  | A    | Gabriel Calderón     | 7 febbraio 1960 (22 anni)  | 3     | Independiente       |
| 6  | A    | Ramón Díaz           | 29 agosto 1959 (22 anni)   | 18    | River Plate         |
| 7  | P    | Ubaldo Fillol        | 21 luglio 1950 (31 anni)   | 37    | River Plate         |
| 8  | D    | Luis Galván          | 24 febbraio 1948 (34 anni) | 25    | Talleres de Córdoba |
| 9  | C    | Américo Gallego      | 25 aprile 1955 (27 anni)   | 69    | River Plate         |
| 10 | C    | Diego Maradona       | 30 ottobre 1960 (21 anni)  | 29    | Boca Juniors        |
| 11 | A    | Mario Kempes         | 15 luglio 1954 (27 anni)   | 38    | River Plate         |
| 12 | D    | Patricio Hernández   | 16 agosto 1956 (25 anni)   | 10    | Estudiantes         |
| 13 | C    | Julio Olarticoechea  | 18 ottobre 1958 (23 anni)  | 0     | River Plate         |
| 14 | D    | Jorge Olguín         | 17 maggio 1952 (30 anni)   | 55    | Independiente       |
| 15 | D    | Daniel Passarella    | 25 maggio 1953 (29 anni)   | 54    | River Plate         |
| 16 | P    | Nery Pumpido         | 30 luglio 1957 (24 anni)   | 0     | Veléz Sársfield     |
| 17 | D    | Santiago Santamaría  | 22 agosto 1952 (29 anni)   | 8     | Newell's Old Boys   |
| 18 | D    | Alberto Tarantini    | 3 dicembre 1955 (26 anni)  | 56    | River Plate         |
| 19 | D    | Enzo Trossero        | 23 maggio 1953 (29 anni)   | 5     | Independiente       |
| 20 | A    | Jorge Valdano        | 4 ottobre 1955 (26 anni)   | 5     | Real Zaragoza       |
| 21 | C    | José Daniel Valencia | 3 ottobre 1955 (26 anni)   | 38    | Talleres de Córdoba |
| 22 | D    | José Van Tuyne       | 13 dicembre 1954 (27 anni) | 10    | Racing Club         |

Ai componenti della selezione argentina furono assegnati i numeri procedendo per ordine alfabetico, fatta eccezione per Maradona ed Hernández che si scambiarono i dorsali per permettere al primo di vestire la casacca numero 10.

### Belgio
Commissario tecnico: Guy Thys
| N. | Pos. | Giocatore               | Data nascita (età)          | Pres. | Squadra           |
| -- | ---- | ----------------------- | --------------------------- | ----- | ----------------- |
| 1  | P    | Jean-Marie Pfaff        | 4 dicembre 1953 (28 anni)   | 28    | K.S.K. Beveren    |
| 2  | D    | Eric Gerets             | 18 maggio 1954 (28 anni)    | 38    | Standard Liegi    |
| 3  | D    | Luc Millecamps          | 10 settembre 1951 (30 anni) | 24    | K.S.V. Waregem    |
| 4  | D    | Walter Meeuws           | 11 luglio 1951 (30 anni)    | 32    | Standard Liegi    |
| 5  | D    | Michel Renquin          | 3 novembre 1955 (26 anni)   | 34    | R.S.C. Anderlecht |
| 6  | C    | Franky Vercauteren      | 28 ottobre 1956 (25 anni)   | 18    | R.S.C. Anderlecht |
| 7  | C    | René Vandereycken       | 22 luglio 1953 (28 anni)    | 1     | Genoa             |
| 8  | C    | Wilfried Van Moer       | 1º marzo 1945 (37 anni)     | 54    | K.S.K. Beveren    |
| 9  | A    | Erwin Vandenbergh       | 26 gennaio 1959 (23 anni)   | 18    | Lierse S.K.       |
| 10 | C    | Ludo Coeck              | 25 settembre 1955 (26 anni) | 29    | R.S.C. Anderlecht |
| 11 | C    | Jan Ceulemans           | 28 febbraio 1957 (25 anni)  | 28    | Club Bruges       |
| 12 | P    | Theo Custers            | 10 agosto 1950 (31 anni)    | 9     | RCD Espanyol      |
| 13 | A    | François Van Der Elst   | 1º dicembre 1954 (27 anni)  | 36    | West Ham United   |
| 14 | D    | Marc Baecke             | 24 luglio 1956 (25 anni)    | 6     | K.S.K. Beveren    |
| 15 | D    | Maurits De Schrijver    | 26 giugno 1951 (30 anni)    | 1     | K.S.C. Lokeren    |
| 16 | D    | Gerard Plessers         | 30 marzo 1959 (23 anni)     | 7     | Standard Liegi    |
| 17 | C    | René Verheyen           | 20 marzo 1952 (30 anni)     | 18    | K.S.C. Lokeren    |
| 18 | C    | Raymond Mommens         | 27 dicembre 1958 (23 anni)  | 10    | K.S.C. Lokeren    |
| 19 | A    | Marc Millecamps         | 9 ottobre 1950 (31 anni)    | 5     | K.S.V. Waregem    |
| 20 | C    | Guy Vandersmissen       | 25 dicembre 1957 (24 anni)  | 0     | Standard Liegi    |
| 21 | A    | Alexandre Czerniatynski | 28 luglio 1960 (21 anni)    | 6     | Anversa           |
| 22 | P    | Jacky Munaron           | 8 settembre 1956 (25 anni)  | 0     | R.S.C. Anderlecht |

### El Salvador
Commissario tecnico: Mauricio Alonso Rodríguez
| N. | Pos. | Giocatore                | Data nascita (età)         | Pres. | Squadra                 |
| -- | ---- | ------------------------ | -------------------------- | ----- | ----------------------- |
| 1  | P    | Luis Guevara Mora        | 2 settembre 1961 (20 anni) | 0     | C.D. Platense Municipal |
| 2  | D    | Mario Castillo           | 30 ottobre 1951 (30 anni)  | 0     | C.D. Santiagueño        |
| 3  | D    | José Francisco Jovel     | 26 maggio 1951 (31 anni)   | 0     | C.D. Águila             |
| 4  | D    | Carlos Recinos           | 30 giugno 1950 (31 anni)   | 0     | C.D. FAS                |
| 5  | D    | Ramón Fagoaga            | 12 gennaio 1952 (30 anni)  | 0     | Atlético Marte          |
| 6  | C    | Joaquín Ventura          | 27 ottobre 1956 (25 anni)  | 0     | C.D. Santiagueño        |
| 7  | C    | Silvio Aquino            | 30 giugno 1949 (32 anni)   | ?     | Alianza F.C.            |
| 8  | C    | José Luis Rugamas        | 5 giugno 1953 (29 anni)    | 0     | Atlético Marte          |
| 9  | A    | Ever Francisco Hernández | 11 dicembre 1958 (23 anni) | 0     | C.D. Santiagueño        |
| 10 | C    | Norberto Huezo           | 6 giugno 1956 (26 anni)    | 0     | Atlético Marte          |
| 11 | A    | Mágico González          | 13 marzo 1957 (25 anni)    | 0     | C.D. FAS                |
| 12 | D    | Francisco Osorto         | 20 marzo 1957 (25 anni)    | 0     | C.D. Santiagueño        |
| 13 | A    | José María Rivas         | 12 maggio 1958 (24 anni)   | 0     | Alianza F.C.            |
| 14 | A    | Luis Ramírez             | 6 gennaio 1954 (28 anni)   | 0     | Atlético Marte          |
| 15 | D    | Jaime Rodríguez          | 17 gennaio 1959 (23 anni)  | 0     | Bayer Uerdingen         |
| 16 | C    | Mauricio Alfaro          | 13 febbraio 1956 (26 anni) | 0     | C.D. Platense Municipal |
| 17 | A    | Guillermo Ragazzone      | 5 gennaio 1956 (26 anni)   | ?     | Atlético Marte          |
| 18 | D    | Miguel Ángel Díaz        | 27 gennaio 1957 (25 anni)  | 0     | Atlético Marte          |
| 19 | P    | Eduardo Hernández        | 31 gennaio 1958 (24 anni)  | ?     | C.D. Santiagueño        |
| 20 | P    | José Luis Munguía        | 28 ottobre 1959 (22 anni)  | ?     | C.D. FAS                |

Questa nazionale ha partecipato ai Mondiali con solo 20 giocatori anziché 22.

### Ungheria
Commissario tecnico: Kálmán Mészöly
| N. | Pos. | Giocatore        | Data nascita (età)          | Pres. | Squadra              |
| -- | ---- | ---------------- | --------------------------- | ----- | -------------------- |
| 1  | P    | Ferenc Mészáros  | 11 aprile 1950 (32 anni)    | 25    | Sporting Lisbona     |
| 2  | D    | Győző Martos     | 15 dicembre 1949 (32 anni)  | 27    | Waterschei SV Thor   |
| 3  | D    | László Bálint    | 1º febbraio 1948 (34 anni)  | 74    | Tolosa               |
| 4  | D    | József Tóth      | 2 dicembre 1951 (30 anni)   | 47    | Újpesti Dózsa        |
| 5  | C    | Sándor Müller    | 21 settembre 1948 (33 anni) | 15    | Hèrcules CF          |
| 6  | D    | Imre Garaba      | 29 luglio 1958 (23 anni)    | 17    | Budapest-Honvéd FC   |
| 7  | A    | László Fazekas   | 15 ottobre 1947 (34 anni)   | 87    | Anversa              |
| 8  | C    | Tibor Nyilasi    | 18 gennaio 1955 (27 anni)   | 49    | Ferencvárosi TC      |
| 9  | A    | András Törőcsik  | 1º maggio 1955 (27 anni)    | 33    | Újpesti Dózsa        |
| 10 | A    | László Kiss      | 12 marzo 1956 (26 anni)     | 24    | Vasas SC             |
| 11 | A    | Gábor Pölöskei   | 11 ottobre 1961 (20 anni)   | 6     | Ferencvárosi TC      |
| 12 | C    | Lázár Szentes    | 12 dicembre 1955 (26 anni)  | 1     | Rába ETO Győr        |
| 13 | D    | Tibor Rab        | 2 ottobre 1955 (26 anni)    | 19    | Ferencvárosi TC      |
| 14 | D    | Sándor Sallai    | 26 marzo 1960 (22 anni)     | 8     | Debreceni VSC        |
| 15 | A    | Béla Bodonyi     | 14 settembre 1956 (25 anni) | 13    | Budapest-Honvéd FC   |
| 16 | C    | Ferenc Csongrádi | 29 marzo 1956 (26 anni)     | 13    | Videoton FC Fehérvár |
| 17 | C    | Károly Csapó     | 23 febbraio 1952 (30 anni)  | 17    | Tatabányai Bányász   |
| 18 | D    | Attila Kerekes   | 4 aprile 1954 (28 anni)     | 10    | Békéscsabai Előre FC |
| 19 | D    | József Varga     | 9 ottobre 1954 (27 anni)    | 9     | Budapest-Honvéd      |
| 20 | D    | József Csuhay    | 12 luglio 1957 (24 anni)    | 0     | Videoton FC Fehérvár |
| 21 | P    | Béla Katzirz     | 27 luglio 1953 (28 anni)    | 15    | Pécsi MFC            |
| 22 | P    | Imre Kiss        | 10 agosto 1957 (24 anni)    | 0     | Tatabányai Bányász   |

## Gruppo 4

### Cecoslovacchia
Commissario tecnico: Jozef Vengloš
| N. | Pos. | Giocatore           | Data nascita (età)         | Pres. | Squadra           |
| -- | ---- | ------------------- | -------------------------- | ----- | ----------------- |
| 1  | P    | Stanislav Seman     | 8 agosto 1952 (29 anni)    | 14    | Lokomotiva Košice |
| 2  | D    | František Jakubec   | 12 aprile 1956 (26 anni)   | 11    | Bohemians Praga   |
| 3  | D    | Jan Fiala           | 19 maggio 1956 (26 anni)   | 22    | Dukla Praha       |
| 4  | D    | Ladislav Jurkemik   | 20 luglio 1953 (28 anni)   | 48    | Inter Bratislava  |
| 5  | D    | Jozef Barmoš        | 28 agosto 1954 (27 anni)   | 49    | Inter Bratislava  |
| 6  | D    | Rostislav Vojáček   | 23 febbraio 1949 (33 anni) | 38    | Baník Ostrava     |
| 7  | C    | Ján Kozák           | 17 aprile 1954 (28 anni)   | 54    | Dukla Praha       |
| 8  | C    | Antonín Panenka     | 2 dicembre 1948 (33 anni)  | 57    | Rapid Wien        |
| 9  | A    | Ladislav Vízek      | 22 gennaio 1955 (27 anni)  | 34    | Dukla Praha       |
| 10 | A    | Tomáš Kříž          | 17 marzo 1959 (23 anni)    | 5     | Dukla Praha       |
| 11 | A    | Zdeněk Nehoda       | 9 maggio 1952 (30 anni)    | 86    | Dukla Praha       |
| 12 | C    | Přemysl Bičovský    | 18 agosto 1950 (31 anni)   | 39    | Bohemians Praga   |
| 13 | C    | Jan Berger          | 27 novembre 1955 (26 anni) | 13    | AC Sparta Praha   |
| 14 | D    | Libor Radimec       | 22 maggio 1950 (32 anni)   | 15    | Baník Ostrava     |
| 15 | D    | Jozef Kukučka       | 13 marzo 1957 (25 anni)    | 4     | Plastika Nitra    |
| 16 | C    | Pavel Chaloupka     | 4 maggio 1959 (23 anni)    | 1     | Bohemians Praga   |
| 17 | C    | František Štambachr | 13 febbraio 1953 (29 anni) | 24    | Dukla Praha       |
| 18 | A    | Petr Janečka        | 25 novembre 1957 (24 anni) | 15    | Zbrojovka Brno    |
| 19 | A    | Marián Masný        | 13 agosto 1950 (31 anni)   | 73    | Slovan Bratislava |
| 20 | A    | Vlastimil Petržela  | 20 luglio 1953 (28 anni)   | 0     | SK Slavia Praha   |
| 21 | P    | Zdeněk Hruška       | 25 luglio 1954 (27 anni)   | 15    | Bohemians Praga   |
| 22 | P    | Karel Stromšik      | 12 aprile 1958 (24 anni)   | 2     | Dukla Praha       |

### Inghilterra
Commissario tecnico: Ron Greenwood
| N. | Pos. | Giocatore                | Data nascita (età)          | Pres. | Squadra                |
| -- | ---- | ------------------------ | --------------------------- | ----- | ---------------------- |
| 1  | P    | Ray Clemence             | 5 agosto 1948 (33 anni)     | 59    | Tottenham              |
| 2  | D    | Viv Anderson             | 29 agosto 1956 (25 anni)    | 10    | Nottingham Forest      |
| 3  | C    | Trevor Brooking          | 2 ottobre 1948 (33 anni)    | 46    | West Ham United        |
| 4  | D    | Terry Butcher            | 28 dicembre 1958 (23 anni)  | 4     | Ipswich Town           |
| 5  | C    | Steve Coppell            | 9 luglio 1955 (26 anni)     | 36    | Manchester Utd         |
| 6  | D    | Steve Foster             | 24 settembre 1957 (24 anni) | 2     | Brighton & Hove Albion |
| 7  | A    | Kevin Keegan             | 14 febbraio 1951 (31 anni)  | 62    | Southampton            |
| 8  | A    | Trevor Francis           | 19 aprile 1954 (28 anni)    | 27    | Manchester City        |
| 9  | C    | Glenn Hoddle             | 27 ottobre 1957 (24 anni)   | 11    | Tottenham              |
| 10 | C    | Terry McDermott          | 8 dicembre 1951 (30 anni)   | 25    | Liverpool              |
| 11 | A    | Paul Mariner             | 22 maggio 1953 (29 anni)    | 21    | Ipswich Town           |
| 12 | D    | Mick Mills               | 4 gennaio 1949 (33 anni)    | 37    | Ipswich Town           |
| 13 | P    | Joe Corrigan             | 18 novembre 1948 (33 anni)  | 9     | Manchester City        |
| 14 | D    | Phil Neal                | 20 febbraio 1951 (31 anni)  | 37    | Liverpool              |
| 15 | C    | Graham Rix               | 23 ottobre 1957 (24 anni)   | 8     | Arsenal                |
| 16 | C    | Bryan Robson             | 11 gennaio 1957 (25 anni)   | 19    | Manchester Utd         |
| 17 | D    | Kenny Sansom             | 26 settembre 1958 (23 anni) | 23    | Arsenal                |
| 18 | D    | Phil Thompson            | 21 gennaio 1954 (28 anni)   | 35    | Liverpool              |
| 19 | C    | Ray Wilkins              | 14 settembre 1956 (25 anni) | 37    | Manchester Utd         |
| 20 | A    | Peter Withe              | 30 agosto 1951 (30 anni)    | 6     | Aston Villa            |
| 21 | A    | Anthony Stewart Woodcock | 6 dicembre 1955 (26 anni)   | 22    | Colonia                |
| 22 | P    | Peter Shilton            | 18 settembre 1949 (32 anni) | 37    | Nottingham Forest      |

La numerazione fu stabilita in ordine alfabetico, fatta eccezione per i portieri, che si presero i numeri 1, 13 e 22 (a loro volta in ordine alfabetico) e Kevin Keegan che scelse il suo tradizionale numero 7.

### Francia
Commissario tecnico: Michel Hidalgo
| N. | Pos. | Giocatore            | Data nascita (età)         | Pres. | Squadra             |
| -- | ---- | -------------------- | -------------------------- | ----- | ------------------- |
| 1  | P    | Dominique Baratelli  | 26 dicembre 1947 (34 anni) | 21    | Paris Saint-Germain |
| 2  | D    | Manuel Amoros        | 1º febbraio 1962 (20 anni) | 4     | Monaco              |
| 3  | D    | Patrick Battiston    | 12 marzo 1957 (25 anni)    | 19    | St-Etienne          |
| 4  | D    | Maxime Bossis        | 26 giugno 1955 (26 anni)   | 37    | Nantes              |
| 5  | D    | Gérard Janvion       | 21 agosto 1953 (28 anni)   | 32    | St-Etienne          |
| 6  | D    | Christian Lopez      | 15 marzo 1953 (29 anni)    | 35    | St-Etienne          |
| 7  | D    | Philippe Mahut       | 4 marzo 1956 (26 anni)     | 4     | Metz                |
| 8  | D    | Marius Trésor        | 15 gennaio 1950 (32 anni)  | 53    | Girondins Bordeaux  |
| 9  | C    | Bernard Genghini     | 18 gennaio 1958 (24 anni)  | 8     | Sochaux             |
| 10 | C    | Michel Platini       | 21 giugno 1955 (26 anni)   | 35    | St-Etienne          |
| 11 | C    | René Girard          | 4 aprile 1954 (28 anni)    | 2     | Girondins Bordeaux  |
| 12 | C    | Alain Giresse        | 2 agosto 1952 (29 anni)    | 14    | Girondins Bordeaux  |
| 13 | C    | Jean-François Larios | 27 agosto 1956 (25 anni)   | 15    | St-Etienne          |
| 14 | C    | Jean Tigana          | 23 giugno 1955 (26 anni)   | 13    | Girondins Bordeaux  |
| 15 | A    | Bruno Bellone        | 14 marzo 1962 (20 anni)    | 6     | Monaco              |
| 16 | A    | Alain Couriol        | 24 ottobre 1958 (23 anni)  | 7     | Monaco              |
| 17 | A    | Bernard Lacombe      | 15 agosto 1952 (29 anni)   | 29    | Girondins Bordeaux  |
| 18 | A    | Dominique Rocheteau  | 14 gennaio 1955 (27 anni)  | 24    | Paris Saint-Germain |
| 19 | A    | Didier Six           | 21 agosto 1954 (27 anni)   | 36    | Stoccarda           |
| 20 | A    | Gérard Soler         | 29 marzo 1954 (28 anni)    | 7     | Girondins Bordeaux  |
| 21 | P    | Jean Castaneda       | 20 marzo 1957 (25 anni)    | 7     | St-Etienne          |
| 22 | P    | Jean-Luc Ettori      | 29 luglio 1955 (26 anni)   | 2     | Monaco              |

### Kuwait
Commissario tecnico:  Carlos Alberto Parreira
| N. | Pos. | Giocatore             | Data nascita (età)          | Pres. | Squadra            |
| -- | ---- | --------------------- | --------------------------- | ----- | ------------------ |
| 1  | P    | Ahmed Al-Tarabilsi    | 22 marzo 1947 (35 anni)     | 4     | Al Kuwait Kaifan   |
| 2  | D    | Naeem Mubarak         | 1º ottobre 1957 (24 anni)   | 0     | Al-Tadhamon        |
| 3  | D    | Mahboub Mubarak       | 17 settembre 1955 (26 anni) | 4     | Al-Shalmiya        |
| 4  | D    | Jamal Al-Qabendi      | 7 aprile 1959 (23 anni)     | 3     | Kazma              |
| 5  | D    | Waleed Mubarak        | 18 novembre 1959 (22 anni)  | 4     | Al Kuwait Kaifan   |
| 6  | C    | Sa'ad Al-Houti        | 24 maggio 1954 (28 anni)    | 4     | Al Kuwait Kaifan   |
| 7  | A    | Fathi Kamel           | novembre 13 (1968 anni)     | 0     | Al-Tadhamon        |
| 8  | C    | Abdullah Al-Buloushi  | 16 febbraio 1960 (22 anni)  | 3     | Al-Arabi           |
| 9  | A    | Jasem Yacob           | 25 ottobre 1953 (28 anni)   | 4     | Al Qadisiya Kuwait |
| 10 | A    | Abdulaziz Al-Anberi   | 3 gennaio 1954 (28 anni)    | 0     | Al Kuwait Kaifan   |
| 11 | C    | Nassir Al-Ghanim      | 4 aprile 1961 (21 anni)     | ?     | Kazma              |
| 12 | C    | Youssef Al-Suwayed    | 20 settembre 1958 (23 anni) | 2     | Kazma              |
| 13 | D    | Mubarak Marzouq       | 1º gennaio 1961 (21 anni)   | ?     | Al-Tadhamon        |
| 14 | D    | Abdullah Mayouf       | 3 dicembre 1953 (28 anni)   | 0     | Kazma              |
| 15 | D    | Sami Al-Hashash       | 13 settembre 1959 (22 anni) | 2     | Al-Arabi           |
| 16 | A    | Faisal Al-Dakhil      | 13 agosto 1957 (24 anni)    | 4     | Al Qadisiya Kuwait |
| 17 | D    | Hamoud Al-Shemmari    | 23 settembre 1960 (21 anni) | 4     | Kazma              |
| 18 | C    | Mohammed Karam        | 1º gennaio 1955 (27 anni)   | 0     | Al-Arabi           |
| 19 | A    | Muayad Rahyam Aliyan  | 3 marzo 1960 (22 anni)      | ?     | Kazma              |
| 20 | A    | Abdulaziz Al-Buloushi | 4 dicembre 1962 (19 anni)   | ?     | Al Qadisiya Kuwait |
| 21 | P    | Adam Marjam           | 23 settembre 1957 (24 anni) | ?     | Kazma              |
| 22 | P    | Jasem Bahman          | 15 febbraio 1958 (24 anni)  | ?     | Al Qadisiya Kuwait |

## Gruppo 5

### Honduras
Commissario tecnico: José de la Paz Herrera
| N. | Pos. | Giocatore                   | Data nascita (età)          | Pres. | Squadra         |
| -- | ---- | --------------------------- | --------------------------- | ----- | --------------- |
| 1  | P    | José Nazar                  | 7 settembre 1953 (28 anni)  | ?     | Motagua         |
| 2  | D    | César Efrain Gutiérrez      | 7 maggio 1954 (28 anni)     | 0     | CD Universidad  |
| 3  | D    | Jaime Villegas              | 5 luglio 1950 (31 anni)     | 0     | Real España     |
| 4  | D    | José Fernando Bulnes        | 21 ottobre 1946 (35 anni)   | 0     | CD Universidad  |
| 5  | D    | Allan Anthony Costly        | 13 dicembre 1954 (27 anni)  | 0     | Real España     |
| 6  | C    | Ramón Maradiaga             | 30 ottobre 1954 (27 anni)   | 0     | Motagua         |
| 7  | A    | Antonio Laing               | 27 dicembre 1958 (23 anni)  | 0     | Platense        |
| 8  | C    | Francisco Javier Toledo     | 30 settembre 1959 (22 anni) | ?     | C.D. Marathón   |
| 9  | A    | Porfirio Armando Betancourt | 23 agosto 1956 (25 anni)    | 0     | Real España     |
| 10 | A    | José Roberto Figueroa       | 15 dicembre 1959 (22 anni)  | 0     | Vida            |
| 11 | C    | David Bueso                 | 5 maggio 1955 (27 anni)     | ?     | Motagua         |
| 12 | D    | Domingo Drummond            | 14 aprile 1957 (25 anni)    | 0     | Platense        |
| 13 | C    | Prudencio Norales           | 20 aprile 1956 (26 anni)    | 0     | Olimpia         |
| 14 | C    | Juan Alberto Cruz           | 24 giugno 1959 (22 anni)    | 0     | CD Universidad  |
| 15 | C    | Héctor Zelaya               | 12 luglio 1957 (24 anni)    | 0     | Motagua         |
| 16 | A    | Roberto Bailey              | 10 agosto 1952 (29 anni)    | ?     | C.D. Marathón   |
| 17 | D    | José Luis Cruz              | 12 giugno 1949 (33 anni)    | 0     | Motagua         |
| 18 | C    | Carlos Orlando Caballero    | 5 dicembre 1958 (23 anni)   | 0     | Real España     |
| 19 | A    | Celso Guity                 | 7 agosto 1955 (26 anni)     | ?     | C.D. Marathón   |
| 20 | C    | Gilberto Yearwood           | 15 marzo 1956 (26 anni)     | 0     | Real Valladolid |
| 21 | P    | Julio César Arzú            | 5 giugno 1954 (28 anni)     | 0     | Real España     |
| 22 | P    | Jimmy Steward               | 9 dicembre 1946 (35 anni)   | ?     | C.D. Marathón   |

### Irlanda del Nord
Commissario tecnico: Billy Bingham
| N. | Pos. | Giocatore        | Data nascita (età)          | Pres. | Squadra                |
| -- | ---- | ---------------- | --------------------------- | ----- | ---------------------- |
| 1  | P    | Pat Jennings     | 12 giugno 1945 (37 anni)    | 91    | Arsenal                |
| 2  | D    | Jimmy Nicholl    | 28 febbraio 1956 (26 anni)  | 43    | Toronto Blizzard       |
| 3  | D    | Mal Donaghy      | 13 settembre 1957 (24 anni) | 12    | Luton Town             |
| 4  | C    | David McCreery   | 16 settembre 1957 (24 anni) | 39    | Tulsa Roughnecks       |
| 5  | D    | Chris Nicholl    | 12 ottobre 1946 (35 anni)   | 41    | Southampton            |
| 6  | D    | John O’Neill     | 11 marzo 1958 (24 anni)     | 17    | Leicester City         |
| 7  | C    | Noel Brotherston | 18 novembre 1956 (25 anni)  | 41    | Blackburn Rovers       |
| 8  | C    | Martin O'Neill   | 1º marzo 1952 (30 anni)     | 44    | Norwich City           |
| 9  | A    | Gerry Armstrong  | 23 maggio 1954 (28 anni)    | 37    | Watford                |
| 10 | C    | Sammy McIlroy    | 2 agosto 1954 (27 anni)     | 49    | Stoke City             |
| 11 | A    | Billy Hamilton   | 9 maggio 1957 (25 anni)     | 16    | Burnley                |
| 12 | D    | John McClelland  | 7 dicembre 1955 (26 anni)   | 10    | Rangers                |
| 13 | D    | Sammy Nelson     | 1º aprile 1949 (33 anni)    | 49    | Brighton & Hove Albion |
| 14 | C    | Tommy Cassidy    | 18 novembre 1950 (31 anni)  | 23    | Burnley                |
| 15 | C    | Tom Finney       | 6 novembre 1952 (29 anni)   | 15    | Cambridge United       |
| 16 | C    | Norman Whiteside | 7 maggio 1965 (17 anni)     | 0     | Manchester Utd         |
| 17 | P    | Jim Platt        | 26 gennaio 1952 (30 anni)   | 15    | Middlesbrough          |
| 18 | C    | Johnny Jameson   | 11 marzo 1958 (24 anni)     | 0     | Glentoran              |
| 19 | A    | Felix Healy      | 27 settembre 1955 (26 anni) | 2     | Coleraine              |
| 20 | C    | Jim Cleary       | 27 maggio 1956 (26 anni)    | 2     | Glentoran              |
| 21 | A    | Bobby Campbell   | 13 settembre 1956 (25 anni) | 2     | Bradford City          |
| 22 | P    | George Dunlop    | 16 gennaio 1956 (26 anni)   | 0     | Linfield               |

### Spagna
Commissario tecnico: José Santamaría
| N. | Pos. | Giocatore               | Data nascita (età)          | Pres. | Squadra           |
| -- | ---- | ----------------------- | --------------------------- | ----- | ----------------- |
| 1  | P    | Luis Arconada           | 26 giugno 1954 (27 anni)    | 39    | Real Sociedad     |
| 2  | D    | José Antonio Camacho    | 8 giugno 1955 (27 anni)     | 29    | Real Madrid       |
| 3  | D    | Rafael Gordillo         | 24 febbraio 1957 (25 anni)  | 29    | Real Betis        |
| 4  | C    | Miguel Ángel Alonso     | 1º febbraio 1953 (29 anni)  | 15    | Real Sociedad     |
| 5  | D    | Miguel Tendillo         | 1º febbraio 1961 (21 anni)  | 20    | Valencia CF       |
| 6  | D    | José Ramón Alexanko     | 19 maggio 1956 (26 anni)    | 29    | Barcellona        |
| 7  | A    | Juanito                 | 10 novembre 1954 (27 anni)  | 30    | Real Madrid       |
| 8  | C    | Joaquín Alonso          | 9 giugno 1956 (26 anni)     | 12    | Sporting de Gijón |
| 9  | A    | Jesús María Satrústegui | 12 gennaio 1954 (28 anni)   | 28    | Real Sociedad     |
| 10 | C    | Jesús María Zamora      | 1º gennaio 1955 (27 anni)   | 26    | Real Sociedad     |
| 11 | A    | Roberto López Ufarte    | 19 aprile 1958 (24 anni)    | 11    | Real Sociedad     |
| 12 | D    | Santiago Urquiaga       | 14 aprile 1958 (24 anni)    | 2     | Athletic Bilbao   |
| 13 | D    | Manuel Jiménez          | 27 ottobre 1956 (25 anni)   | 1     | Sporting de Gijón |
| 14 | D    | Antonio Maceda          | 16 maggio 1957 (25 anni)    | 3     | Sporting de Gijón |
| 15 | C    | Enrique Saura           | 2 agosto 1954 (27 anni)     | 19    | Valencia CF       |
| 16 | C    | Tente Sánchez           | 8 ottobre 1956 (25 anni)    | 8     | Barcellona        |
| 17 | C    | Ricardo Gallego         | 8 febbraio 1959 (23 anni)   | 3     | Real Madrid       |
| 18 | A    | Pedro Uralde            | 2 marzo 1958 (24 anni)      | 1     | Real Sociedad     |
| 19 | A    | Santillana              | 23 agosto 1952 (29 anni)    | 32    | Real Madrid       |
| 20 | A    | Quini                   | 23 settembre 1949 (32 anni) | 32    | Barcellona        |
| 21 | P    | Javier Urruticoechea    | 17 febbraio 1952 (30 anni)  | 5     | Barcellona        |
| 22 | P    | Miguel Ángel            | 24 dicembre 1947 (34 anni)  | 18    | Real Madrid       |

### Jugoslavia
Commissario tecnico: Miljan Miljanić
| N. | Pos. | Giocatore         | Data nascita (età)          | Pres. | Squadra             |
| -- | ---- | ----------------- | --------------------------- | ----- | ------------------- |
| 1  | P    | Dragan Pantelić   | 9 dicembre 1951 (30 anni)   | 15    | Bordeaux            |
| 2  | D    | Ive Jerolimov     | 30 marzo 1958 (24 anni)     | 5     | NK Rijeka           |
| 3  | C    | Ivan Gudelj       | 21 settembre 1960 (21 anni) | 5     | Hajduk Spalato      |
| 4  | D    | Velimir Zajec     | 12 febbraio 1956 (26 anni)  | 19    | Dinamo Zagabria     |
| 5  | D    | Nenad Stojković   | 26 maggio 1956 (26 anni)    | 19    | Partizan            |
| 6  | D    | Zlatko Krmpotić   | 7 agosto 1958 (23 anni)     | 5     | Stella Rossa        |
| 7  | C    | Vladimir Petrović | 1º luglio 1955 (26 anni)    | 30    | Stella Rossa        |
| 8  | C    | Edhem Šljivo      | 16 marzo 1950 (32 anni)     | 9     | Nizza               |
| 9  | D    | Zoran Vujović     | 26 agosto 1958 (23 anni)    | 11    | Hajduk Spalato      |
| 10 | C    | Zvonko Živković   | 31 ottobre 1959 (22 anni)   | 0     | Partizan            |
| 11 | A    | Zlatko Vujović    | 26 agosto 1958 (23 anni)    | 16    | Hajduk Spalato      |
| 12 | P    | Ivan Pudar        | 16 agosto 1961 (20 anni)    | 0     | Hajduk Spalato      |
| 13 | C    | Safet Sušić       | 13 aprile 1955 (27 anni)    | 21    | FK Sarajevo         |
| 14 | D    | Nikola Jovanović  | 18 settembre 1952 (29 anni) | 4     | Buducnost Titograd  |
| 15 | D    | Miloš Hrstić      | 20 novembre 1955 (26 anni)  | 9     | NK Rijeka           |
| 16 | C    | Miloš Šestić      | 8 agosto 1956 (25 anni)     | 8     | Stella Rossa        |
| 17 | C    | Jurica Jerković   | 25 febbraio 1950 (32 anni)  | 43    | Zurigo              |
| 18 | A    | Stjepan Deverić   | 20 agosto 1961 (20 anni)    | 0     | Dinamo Zagabria     |
| 19 | A    | Vahid Halilhodžić | 15 ottobre 1952 (29 anni)   | 12    | Nantes              |
| 20 | C    | Ivica Šurjak      | 23 marzo 1953 (29 anni)     | 51    | Paris Saint-Germain |
| 21 | A    | Predrag Pašić     | 18 ottobre 1958 (23 anni)   | 5     | FK Sarajevo         |
| 22 | P    | Ratko Svilar      | 6 maggio 1950 (32 anni)     | 3     | Anversa             |

## Gruppo 6

### Brasile
Commissario tecnico: Telê Santana
| N. | Pos. | Giocatore        | Data nascita (età)         | Pres. | Squadra          |
| -- | ---- | ---------------- | -------------------------- | ----- | ---------------- |
| 1  | P    | Valdir Peres     | 2 febbraio 1951 (31 anni)  | 23    | São Paulo        |
| 2  | D    | Leandro          | 17 marzo 1959 (23 anni)    | 6     | Flamengo         |
| 3  | D    | Oscar            | 20 giugno 1954 (27 anni)   | 36    | São Paulo        |
| 4  | D    | Luizinho         | 22 ottobre 1958 (23 anni)  | 24    | Atlético Mineiro |
| 5  | C    | Toninho Cerezo   | 21 aprile 1955 (27 anni)   | 49    | Atlético Mineiro |
| 6  | D    | Júnior           | 29 giugno 1954 (27 anni)   | 35    | Flamengo         |
| 7  | C    | Paulo Isidoro    | 3 agosto 1953 (28 anni)    | 28    | Grêmio           |
| 8  | C    | Sócrates         | 19 febbraio 1954 (28 anni) | 33    | Corinthians      |
| 9  | A    | Serginho         | 23 dicembre 1953 (28 anni) | 15    | São Paulo        |
| 10 | C    | Zico             | 3 marzo 1953 (29 anni)     | 56    | Flamengo         |
| 11 | A    | Éder             | 25 maggio 1957 (25 anni)   | 24    | Atlético Mineiro |
| 12 | P    | Paulo Sérgio     | 24 luglio 1954 (27 anni)   | 3     | Botafogo         |
| 13 | D    | Edevaldo         | 28 gennaio 1958 (24 anni)  | 17    | Internacional    |
| 14 | D    | Juninho          | 29 agosto 1958 (23 anni)   | 4     | Ponte Preta      |
| 15 | C    | Falcão           | 16 ottobre 1953 (28 anni)  | 17    | Roma             |
| 16 | D    | Edinho           | 5 giugno 1955 (27 anni)    | 34    | Fluminense       |
| 17 | D    | Pedrinho         | 22 ottobre 1957 (24 anni)  | 8     | Vasco da Gama    |
| 18 | D    | Batista          | 8 marzo 1955 (27 anni)     | 32    | Grêmio           |
| 19 | C    | Renato           | 21 febbraio 1957 (25 anni) | 13    | São Paulo        |
| 20 | A    | Roberto Dinamite | 13 aprile 1954 (28 anni)   | 32    | Vasco da Gama    |
| 21 | A    | José Dirceu      | 15 giugno 1952 (29 anni)   | 23    | Atlético Madrid  |
| 22 | P    | Carlos           | 4 marzo 1956 (26 anni)     | 6     | Ponte Preta      |

### Nuova Zelanda
Commissario tecnico:  John Adshead
| N. | Pos. | Giocatore        | Data nascita (età)          | Pres. | Squadra              |
| -- | ---- | ---------------- | --------------------------- | ----- | -------------------- |
| 1  | P    | Richard Wilson   | 8 maggio 1956 (26 anni)     | ?     | Preston Macedonia    |
| 2  | D    | Glenn Dods       | 7 luglio 1957 (24 anni)     | 0     | Adelaide City        |
| 3  | D    | Ricki Herbert    | 10 aprile 1961 (21 anni)    | 0     | Mount Wellington     |
| 4  | C    | Brian Turner     | 31 luglio 1949 (32 anni)    | 4     | Gisborne City        |
| 5  | D    | Dave Bright      | 29 novembre 1949 (32 anni)  | ?     | Manurewa Franklin    |
| 6  | D    | Bobby Almond     | 16 aprile 1951 (31 anni)    | 0     | Invercargill Thistle |
| 7  | A    | Wynton Rufer     | 29 dicembre 1962 (19 anni)  | 9     | Miramar Rangers      |
| 8  | C    | Duncan Cole      | 12 luglio 1958 (23 anni)    | 0     | North Shore United   |
| 9  | A    | Steve Wooddin    | 16 gennaio 1955 (27 anni)   | 0     | South Melbourne FC   |
| 10 | C    | Steve Sumner     | 2 aprile 1955 (27 anni)     | 38    | West Adelaide SC     |
| 11 | C    | Sam Malcolmson   | 2 aprile 1958 (24 anni)     | 0     | East Coast Bays      |
| 12 | C    | Keith Mackay     | 8 dicembre 1956 (25 anni)   | 0     | Gisborne City        |
| 13 | C    | Kenny Cresswell  | 4 giugno 1958 (24 anni)     | 0     | Gisborne City        |
| 14 | D    | Adrian Elrick    | 29 settembre 1949 (32 anni) | 0     | North Shore United   |
| 15 | D    | John Hill        | 7 gennaio 1950 (32 anni)    | 0     | Gisborne City        |
| 16 | D    | Glen Adam        | 22 maggio 1959 (23 anni)    | ?     | Mount Wellington     |
| 17 | C    | Allan Boath      | 14 febbraio 1958 (24 anni)  | 0     | West Adelaide SC     |
| 18 | C    | Peter Simonsen   | 17 aprile 1959 (23 anni)    | ?     | Manurewa Franklin    |
| 19 | C    | Billy McClure    | 4 gennaio 1958 (24 anni)    | ?     | Mount Wellington     |
| 20 | A    | Grant Turner     | 7 ottobre 1958 (23 anni)    | ?     | Gisborne City        |
| 21 | P    | Barry Pickering  | 12 dicembre 1956 (25 anni)  | ?     | Miramar Rangers      |
| 22 | P    | Frank van Hattum | 17 novembre 1958 (23 anni)  | 0     | Manurewa Franklin    |

### Scozia
Commissario tecnico: Jock Stein
| N. | Pos. | Giocatore       | Data nascita (età)          | Pres. | Squadra           |
| -- | ---- | --------------- | --------------------------- | ----- | ----------------- |
| 1  | P    | Alan Rough      | 25 novembre 1951 (30 anni)  | 48    | Partick Thistle   |
| 2  | D    | Danny McGrain   | 1º maggio 1950 (32 anni)    | 60    | Celtic            |
| 3  | D    | Frank Gray      | 27 ottobre 1954 (27 anni)   | 22    | Leeds United      |
| 4  | C    | Graeme Souness  | 6 maggio 1953 (29 anni)     | 25    | Liverpool         |
| 5  | D    | Alan Hansen     | 13 giugno 1955 (27 anni)    | 14    | Liverpool         |
| 6  | D    | Willie Miller   | 2 maggio 1955 (27 anni)     | 17    | Aberdeen          |
| 7  | C    | Gordon Strachan | 9 febbraio 1957 (25 anni)   | 11    | Aberdeen          |
| 8  | A    | Kenny Dalglish  | 4 marzo 1951 (31 anni)      | 86    | Liverpool         |
| 9  | A    | Alan Brazil     | 15 giugno 1959 (22 anni)    | 7     | Ipswich Town      |
| 10 | C    | John Wark       | 4 agosto 1957 (24 anni)     | 25    | Ipswich Town      |
| 11 | A    | John Robertson  | 20 gennaio 1953 (29 anni)   | 21    | Nottingham Forest |
| 12 | P    | George Wood     | 26 settembre 1952 (29 anni) | 4     | Arsenal           |
| 13 | D    | Alex McLeish    | 21 gennaio 1959 (23 anni)   | 15    | Aberdeen          |
| 14 | D    | David Narey     | 12 giugno 1956 (26 anni)    | 13    | Dundee United     |
| 15 | A    | Joe Jordan      | 15 dicembre 1951 (30 anni)  | 51    | Milan             |
| 16 | C    | Asa Hartford    | 24 ottobre 1950 (31 anni)   | 49    | Manchester City   |
| 17 | D    | Allan Evans     | 12 ottobre 1956 (25 anni)   | 3     | Aston Villa       |
| 18 | A    | Steve Archibald | 27 settembre 1956 (25 anni) | 14    | Tottenham         |
| 19 | A    | Paul Sturrock   | 10 ottobre 1956 (25 anni)   | 7     | Dundee United     |
| 20 | C    | Davie Provan    | 8 maggio 1956 (26 anni)     | 10    | Celtic            |
| 21 | D    | George Burley   | 3 giugno 1956 (26 anni)     | 11    | Ipswich Town      |
| 22 | P    | Jim Leighton    | 24 luglio 1958 (23 anni)    | 0     | Aberdeen          |

### Unione Sovietica
Commissario tecnico: Konstantin Beskov
| N. | Pos. | Giocatore           | Data nascita (età)         | Pres. | Squadra        |
| -- | ---- | ------------------- | -------------------------- | ----- | -------------- |
| 1  | P    | Rinat Dasayev       | 13 giugno 1957 (25 anni)   | 21    | Spartak Mosca  |
| 2  | D    | Tengiz Sulakvelidze | 23 luglio 1956 (25 anni)   | 16    | Dinamo Tbilisi |
| 3  | D    | Aleksandr Chivadze  | 8 aprile 1955 (27 anni)    | 15    | Dinamo Tbilisi |
| 4  | D    | Vagiz Khidiyatullin | 3 marzo 1959 (23 anni)     | 26    | CSKA Mosca     |
| 5  | D    | Sergei Baltacha     | 17 febbraio 1958 (24 anni) | 11    | Dinamo Kiev    |
| 6  | D    | Anatoliy Demyanenko | 19 febbraio 1959 (23 anni) | 8     | Dinamo Kiev    |
| 7  | A    | Ramaz Šengelija     | 1º gennaio 1957 (25 anni)  | 16    | Dinamo Tbilisi |
| 8  | C    | Volodymyr Bessonov  | 5 marzo 1958 (24 anni)     | 32    | Dinamo Kiev    |
| 9  | C    | Jurji Gavrilov      | 3 maggio 1953 (29 anni)    | 28    | Spartak Mosca  |
| 10 | C    | Khoren Oganesian    | 10 gennaio 1955 (27 anni)  | 17    | Ararat Yerevan |
| 11 | A    | Oleg Blokhin        | 5 novembre 1952 (29 anni)  | 78    | Dinamo Kiev    |
| 12 | C    | Andrij Bal'         | 16 febbraio 1958 (24 anni) | 4     | Dinamo Kiev    |
| 13 | C    | Vitalij Daraselija  | 9 ottobre 1957 (24 anni)   | 18    | Dinamo Tbilisi |
| 14 | D    | Sergej Borovskij    | 29 gennaio 1956 (26 anni)  | 5     | Dinamo Minsk   |
| 15 | A    | Sergej Andreev      | 16 maggio 1956 (26 anni)   | 18    | SKA Rostov     |
| 16 | A    | Sergey Rodionov     | 3 settembre 1962 (19 anni) | 2     | Spartak Mosca  |
| 17 | C    | Leonid Buryak       | 10 luglio 1953 (28 anni)   | 43    | Dinamo Kiev    |
| 18 | D    | Jurij Susloparov    | 14 agosto 1958 (23 anni)   | 6     | Torpedo Mosca  |
| 19 | C    | Vadym Yevtushenko   | 1º gennaio 1958 (24 anni)  | 2     | Dinamo Kiev    |
| 20 | D    | Oleg Romantsev      | 4 gennaio 1954 (28 anni)   | 9     | Spartak Mosca  |
| 21 | P    | Viktor Čanov        | 21 luglio 1959 (22 anni)   | 1     | Dinamo Kiev    |
| 22 | P    | Vjačeslav Čanov     | 23 ottobre 1951 (30 anni)  | 0     | Torpedo Mosca  |